# ألبرت إتش. إليس
ألبرت إتش. إليس هو سياسي أمريكي، ولد في 17 ديسمبر 1861، وتوفي في 18 يونيو 1950. انتخب عضو مجلس نواب أوكلاهوما ‏.